# François-Philippe Taboureau
François-Philippe Taboureau, né en 1736 à Paris et mort le 11 décembre 1803 à Chouzé-sur-Loire, est un moine bénédictin et prélat français, évêque titulaire de Cydonia.

## Biographie
Entré comme religieux dans l'ordre de Saint-Benoît, il devient prieur de Saint-Arnoult et de Notre-Dame de Donges, puis visiteur de Cluny.
Il est nommé évêque in partibus infidelium, avec le siège titulaire de Cydonia (de), en 1778. Il suppléé régulièrement Michel-François de Couët du Vivier de Lorry, évêque d'Angers, souvent absent de son diocèse.
Sous la Révolution, il est fait prisonnier. Après que Tallien le fasse libérer, il se retire au domaine familial des Réaux mais reste fréquemment engagé dans des ordinations secrètes de prêtres catholiques à Tours.

## Sources
- Jean Goupil de Bouillé, La Touraine angevine, Hérault, 1991
- Marc Laurand, Le serment de Nicolas Simon, Nouvelles Éditions Latines, 1990
- Bernard de Brye, "La Révolution française et l'émigration de l'épiscopat gallican : historiographie d'une absence", in: Revue d'histoire moderne et contemporaine, 1993 40-4 pp. 604-628
- Alfred Baudrillart, Dictionnaire d'histoire et de géographie ecclésiastiques, publié sous la direction de Alfred Baudrillart, Albert Vogt et Urbain Rouziès, avec le concours d'un grand nombre de collaborateurs, Volume 18, Letouzey et Ané, 1977